# Piet Beuse
Pieter (Piet) Beuse (Purmerend, 10 november 1933 – 23 december 1999) was een Nederlands politicus van de PvdA.
Zijn vader zat in de kaashandel. Zelf werd hij ingenieur en hij was vanaf ca. 1974 wethouder in Purmerend. Per 16 maart 1986 werd Beuse benoemd tot burgemeester van Oostzaan. Vanwege de slechte gezondheid van Beuse werd Klaas Kerkhoven daar in oktober 1991 benoemd tot waarnemend burgemeester en het jaar erop nam Beuse om gezondheidsredenen ontslag. Eind 1999 overleed hij op 66-jarige leeftijd.

## Vernoeming
Naar Beuse is bij Purmerend het Beusebos vernoemd.